# Kanunnikenhuis Vollezele
Het kanunnikenhuis in Vollezele (Oudstrijdersplein 11-13) bevindt zich vlak naast de kerk en dateert uit de tweede helft van de 18e eeuw. Het was in die tijd de pastorie van de Sint-Paulusparochie. Het gebouw is waarschijnlijk opgetrokken na de bouw van de huidige Sint-Pauluskerk (1776-1777). Het wordt ook het abdissenhuis genoemd.

## Geschiedenis

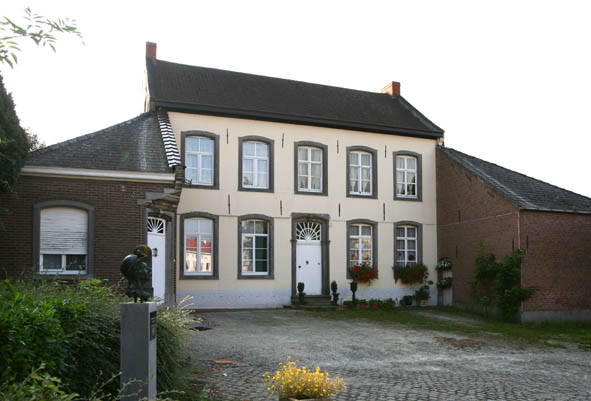
Kanunnikenhuis, Vollezele

Het gebouw werd maar kort gebruikt als pastorie. Kort na de bouw brak de Franse Revolutie uit, waarna eind 18e eeuw pastorieën en kerken overgedragen werden aan de burgerlijke overheid. Later (eind 19e eeuw) werd een nieuwe pastorie gebouwd rechtover de kerk: Pastorie Sint-Paulusparochie (Vollezele).
Het kanunnikenhuis bleef na 1801 lang in particulier bezit. In 1805 was dit huis bewoond door de Heer Ignatius de Steenhault, kanunnik van het bisdom Doornik. Deze Heer bekleedde ook de titel van Meier van Vollezele in 1804. In de vroegere kerkhofmuur was een gedenksteen voor hem aangebracht door de parochie. Later kwam het gebouw in eigendom van de familie Carlier.
Recent, op 11 december 2018, werd het gebouw verkocht aan de Galmaardse kerkfabriek door de familie Carlier. De kerkfabriek voorziet grondige verbouwingen.

## Beschrijving[5]
Het kanunnikenhuis werd vermoedelijk gebouwd onder de abdis van Vorst. Boven de ingangsdeur staat een jaartal '17xx'. Het derde cijfer lijkt een 8, maar het vierde cijfer is onleesbaar door de vele verflagen over de jaren heen.
Het jaartal bevindt zich in een Sint-Jacobsschelp, wat doet vermoeden dat het gebouw op de toenmalige bedevaartroute naar Santiago de Compostella lag. Mogelijks diende het ook als overnachtingshuis voor de pelgrims. Dat zou kunnen verklaren waarom het gebouw uitzonderlijk groot is, met drie verdiepingen en vele kamers.

## Waardevol erfgoed
Het kanunnikenhuis werd vastgesteld als waardevol erfgoed in 2009.